# Rohr Ferenc
Dentai Rohr Ferenc báró (Franz Freiherr Rohr von Denta), (Arad, 1854. október 30. – Bécs, 1927. december 9.); magyar katonatiszt, tábornok, 1913–14 között a Magyar Királyi Honvédség főparancsnoka, császári és királyi tábornagy (Feldmarschall), első világháborús hadvezér.

## Élete

### Származása, ifjúkora
Nagyapja asztalosmester volt az észak-csehországi Langendorfban (Dlouha Ves). Édesapja sorkatonaként került a császári-királyi hadseregbe, ahol tíz évnyi szolgálat után őrmesteri rangban fizetőmester lett, majd századosi rangban, számvevőtisztként vonult nyugállományba. Fia, Ferenc a josefstadti gimnázium elvégzése után a Sankt Pölten-i (Alsó-Ausztria) katonaiskolába került.

### Katonai pályája a világháborúig
A bécsújhelyi Mária Terézia Katonai Akadémia (Theresianische Militärakademie) elvégzése után, 1876. november 1-jén hadnagyi rangot kapott, és a Károly főherceg nevét viselő galíciai 3. ulánus ezredhez vonult be, amely az alsó-ausztriai Stockerau városában állomásozott.
A lovassági csapatszolgálat, majd a bécsi Vezérkari Akadémia (Kriegsschule) elvégzése után 1881. május 1-jén főhadnagyi rangot kapott. 1883-ban a vezérkarhoz osztották be, ahol 1883. november 1-jén első osztályú századossá léptették elő. 1889-től az 1. huszárezrednél teljesített csapatszolgálatot, majd 1890-től ismét a vezérkarhoz helyezték, itt 1891. május 1-jén őrnagyi rangot kapott. Első komoly beosztását 1894-ben kapta, amikor kinevezték a 13. gyaloghadosztály vezérkari főnökének. Ugyanezen év november 1-jén alezredessé léptették elő.
1894-től 1897-ig a közös Hadügyminisztérium (Kriegministerium) 6. osztályához osztották be, 1896. december 30-án ezredesi rangot kapott, 1897 szeptemberében kinevezték a II. hadtest törzsfőnökének  (Anton Resch ezredes megüresedett helyére). E beosztásban szolgált 1901 áprilisáig, amikor átadta helyét Vinzent Fox alezredesnek. 1903. május 1-jén vezérőrnaggyá léptették elő, és még ebben az évben áthelyezték a Magyar Királyi Honvédséghez, és kinevezték a pozsonyi 73. honvéd gyalogdandár parancsnokává. Itt 1907. április 30-án altábornaggyá lépett elő. 1905–1909 között a honvéd lovasság főfelügyelőjének tisztségét látta el.
1909-ben kinevezték a Hadügyminisztérium osztályvezetőjévé és a katonai kiképző- és tanintézetek főfelügyelőjévé. 1911. november 1-jén lovassági tábornokká léptették elő. 1913 áprilisában kinevezték a M. Kir. Honvédség  főparancsnokává. Ebben a beosztásban érte az első világháború kitörése.

### Az első világháborúban

#### A délnyugati fronton
Conrad vezérkari főnök kezdettől fogva nem bízott Olaszország semlegességben. Már 1914 augusztusában megbízta Rohr lovassági tábornokot, hogy szervezze meg a Monarchia déli határainak védelmét olasz támadás ellen. 1915 májusáig Rohr öt új hadosztályt állított fel. A védősereg 112 zászlóaljából 7 tartalékos magyar munkásosztagokból alakult, 29 népfölkelő, 21 menetzászlóalj, 1 tengerész, 39 tiroli és vorarlbergi lövész, 15 tiroli, karintiai és stájer önkéntes zászlóalj volt . Rohrt kinevezték a Nyugat-Ausztriában: Graz, Innsbruck környékén, Stájerországban, Karintiában, Tirolban és Vorarlbergben állomásozó haderők (Gruppe Rohr) parancsnokává. Ő irányította a tiroli és karintiai határvidék erődítési munkálatait is.
1915. május 23-án az Olasz Királyság hadat üzent a központi hatalmaknak, és nyomban támadást indított a Monarchia délnyugati határai ellen. Május 27-én a Rohr tábornok parancsnoksága alatt álló, gyengén felszerelt erőket egyetlen seregcsoporttá egyesítették. Az Armeegruppe Rohr a Karintiát az olasz Veneto tartománytól elválasztó Karni-Alpok (Karnische Alpen) déli lejtőin foglalt állásokat. Jobbszárnya a Puster-völgyre (Pustertal, Val Pusteria) támaszkodott, Goiginger altábornagy parancsnoksága alatt. Balszárnyához Svetozar Borojević gyalogsági tábornok 5. hadseregének északi szárnya csatlakozott, itt a Rudolf Stöger-Steiner altábornagy (a későbbi hadügyminiszter) által vezetett XV. hadtest állt. Az egész délnyugati front parancsnoka, Jenő főherceg tábornagy a Karni-Alpoktól északra, Klagenfurtban rendezte be parancsnokságát.
A Rohr seregcsoport 1915 májusától kezdve szembeszállt a Cadorna tábornok parancsnoksága alatt betörő olaszokkal, és sikerrel védelmezte Ausztria karintiai határvidékét, amíg a Monarchia jelentős erői az orosz fronton (a gorlicei áttörésnél) és a szerbiai fronton voltak lekötve. Délen, a venetói síkságon az olasz haderő sikeresen előrenyomult az Isonzó völgyéig, ahol elkezdődött a véres isonzói csaták sorozata.
Északon, a Kárni Alpokban az olasz csapatok a május 24-étől június 22-éig tartó, heves határmenti csaták során kevés eredményt tudtak kivívni. A Kárni Alpok magas hegyei természetes védővonalat képeztek Ausztria és Velence között. A Rohr seregcsoport sikeresen meg tudta védelmezni a hágókat. Az olaszok Karintiába csak ott tudtak benyomulni, ahol hegyi harcban járatlan népfelkelő csapatokkal kerültek szembe, így az 1357 méteres Plöcken-hágó (Passo di Monte Croce) környéki hegyekben. Az ekkor elfoglalt hegycsúcsokat az alföldi VII. hadtest júniusi ellentámadása sem tudta visszafoglalni. Ezek az 1917-es caporettói áttörésig az olaszok kezében maradtak.
1916 februárjában – a tiroli offenzívára készülve – a karintiai seregcsoportot feloszlatták és megszervezték a 10. hadsereget, melynek parancsnokává Rohr tábornokot nevezték ki. Az elégtelen eszközök ellenére eredményesen folytatott határmenti védelemért 1916. május 1-jén vezérezredessé léptették elő. Klagenfurt városa díszpolgárává választotta. Rohr 10. hadserege jelentős szerepet játszott az 1916. május 15-étől június 10-éig tartó asiagói csatában. A csatákban Rohr hadseregével szemben az olasz XII. hadtest állt, amely az olasz 3. és 4. hadseregek között önállóan ténykedett. A tiroli offenzívát az oroszok által keleten megindított Bruszilov-offenzíva miatt kellett leállítani.
1916. június elején Rohr vezérezredes a 10. hadsereg parancsnokságát átadta Karl Scotti altábornagynak. Június 18-án Viktor Dankl vezérezredestől átvette a 11. hadsereg parancsnokságát, amely Tirol déli részén (a mai Trentinóban) állt. Ebben a tisztségében maradt 1917. február 28-áig, amikor a moldvai frontra vezényelték át a románok ellen (helyét a 11. hadsereg élén Viktor von Scheuchenstuel táborszernagy vette át).

#### Székelyföld védelme Románia ellen
Rohr vezérezredest a keleti fronton harcoló 1. hadsereg vezetésével bízták meg, amelynek parancsnokát, Arz Artúr vezérezredest a Monarchia vezérkari főnökévé nevezték ki. Arz tábornok 1917. február végén adta át a hadsereg parancsnokságát Rohrnak. Feladata a székelyföldi hadműveletek irányítása, a román hadsereg teljes kiszorítása, a románokat támogató orosz haderő semlegesítése és Erdély határainak biztosítása volt. 1917. július 22-én a Kerenszkij-offenzíva keretében az orosz és a román hadsereg Iași és Foksány felől egyesült támadást intézett a székelyföldi osztrák–magyar és német erők ellen. Rohr 1. hadserege és Mackensen 9. német hadserege augusztus 1-jén csak visszavonulás árán tudták megállítani a betörést (Lásd: mărăști-i csata). Augusztus 6-án a román Vrancea tartomány felé indítottak ellentámadást (Lásd: mărășești-i csata) A szeptemberig elhúzódó csaták nyomán a háború román államterületre tevődött át. December 15-én az orosz kormány fegyverszünetet kért, Románia magára maradt.
1918. január 30-án Rohr vezérezredest tábornaggyá (Feldmarschall) léptették elő. Ő volt a hatodik tábornagy a császári és királyi haderőben. Az 1. hadsereg, amely 1914 óta folyamatosan harcolt a keleti hadszíntéren, rendkívül súlyos veszteségeket szenvedett. A Romániával megkötött különbéke tehermentesítette Magyarország keleti határait, és lehetővé tette, hogy 1918. április 15-én a leharcolt 1. hadsereget is kivonják a hadrendből. Rohr tábornagy hadseregparancsnoki megbízatása befejeződött, a csík vármegyei frontról a katonai parancsnokságokat más frontokra helyezték át. Elutazása előtt, 1918 márciusában Székelyudvarhely és Csíkszereda közgyűlése díszpolgárságot adományozott Rohr Ferenc tábornagynak, a korabeli sajtójelentés szerint „az első és ma is egyedüli teljesen magyar honvéd hadvezérnek, aki ezt a katonák által elérhető legmagasabb rangot elnyerte.” 
Az Erdély védelmében szerzett érdemeinek elismeréseképpen IV. Károly császár és király 1917. április 14-én Denta bárójának (Freiherr von Denta) rangjára emelte, emellett kinevezte a Magyar Királyi Darabont Testőrség kapitányává és a 48. gyalogezred (IR 48) tulajdonosává. A világháború során a harcmezőn tanúsított eredményes parancsnoki működéséért Rohr több magas kitüntetést is kapott: 1916 áprilisában a Lipót-rend nagykeresztjét, 1917 márciusában a Katonai Érdemkereszt 1. osztályát, a Vaskorona-rend első osztályát, végül a Katonai Mária Terézia-rend (MMThO) lovagkeresztjét.

### A világháború után
Az összeomlást követően, 1918. december 1-jével (egykori tábornoktársaival együtt) Rohr tábornagy is nyugdíjba vonult, a Bécs melletti Rodaun községben élt (ma Bécs 23. kerületéhez, Liesinghez tartozik). Itt halt meg 1927. december 9-én. A rodauni temetőben nyugszik, több családtagjával együtt.  Unokája, Rodolfo Rohr, haláláig Brazíliában élt és épített fel virágzó vegyipari cégbirodalmat szerte az országban illetve többek között szállodát Caldas Novas-ban. Számos szabadalom birtokosa. 2018. március 24-én hunyt el Campinasban.

## Külső hivatkozások
- http://www.weltkriege.at Szolgálati és életrajzi adatok.
- http://www.bibl.u-szeged.hu/bibl/mil/ww1/who/ Életrajz.
- https://web.archive.org/web/20190103094710/http://www.austro-hungarian-army.co.uk/ Életrajz, háborús pályafutás.
- G. Stefanovics: Solving Problems Through Force (angol nyelven). [2002. augusztus 2-i dátummal az [ eredetiből] archiválva]. (Hozzáférés: 2009. augusztus 18.)
- https://web.archive.org/web/20050228233609/http://hronos.km.ru/biograf/bio_r/ror_fon.html „Hronosz” orosz nyelvű történelmi honlap.
- https://web.archive.org/web/20070930035313/http://www.hhrf.org/hargitanepe/2006/dec/hn061208.htm „Hargita Népe” cikk, 2006. december 8.
- http://www.rodaun.info/denta/start-00.html%5B%5D Rodaun város honlapja, a Rohr család emléke.

## Kapcsolódó irodalom
- Julier Ferenc: 1914-1918: A világháború magyar szemmel, Budapest, Magyar Szemle Társaság, 1933 ()
- Galántai József: Magyarország az első világháborúban, Korona, Budapest, 2001
- Balla Tibor: Szarajevó, Doberdó, Trianon, Scolar, Budapest, 2003
- Залесский К.А. : Кто был кто во первой мировой войне. Союзники Германии. (Zalesszkij K.A.: Ki kicsoda az első világháborúban. Németország szövetségesei), Moszkva, 2003.
- Oskar von Hofmann – Gustav von Hubka.szerk.: Dr. Carl Freiherr von Bardolff: Der Militär-Maria Theresien-Orden. Die Auszeichnungen im Weltkrieg 1914-1918. (A Katonai Mária Terézia-rend. Kitüntetések a világháború alatt) (német nyelven). Wien: Verlag Militärwissenschaftliche Mitteilungen (1943/1944)
- Jörg C. Steiner. Schematismus der Generäle und Obersten der k.u.k. Armee, Stand 31.12.1918 (A császári és királyi hadsereg tábornokainak és ezredeseinek névjegyzéke, 1918. dec. 12-ei állapot (német nyelven). Wien: Edition S & M (1992). ISBN 3-901215-01-8